# 巴尼娜·科雷亚
巴尼娜·诺埃米·科雷亚（西班牙語：Vanina Noemí Correa；1983年8月14日—），阿根廷女子足球运动员，司职守门员，目前效力于罗萨里奥中央和阿根廷国家女子足球队。她曾代表阿根廷参加2023年国际足联女子世界杯和2024年美洲女子金杯等多场国际赛事。